# Davy Klaassen
Pour les articles homonymes, voir Klaassen.
Davy Klaassen, né le 21 février 1993 à Hilversum, est un footballeur international néerlandais qui évolue au poste de milieu central à l'Ajax Amsterdam. 
Il fait partie du club des Cent de l'Ajax Amsterdam.

## Biographie
Originaire de Hilversum, Davy Klaassen fait ses débuts au centre de formation de l'Ajax Amsterdam en 2004.

### Parcours en club

#### Ajax Amsterdam

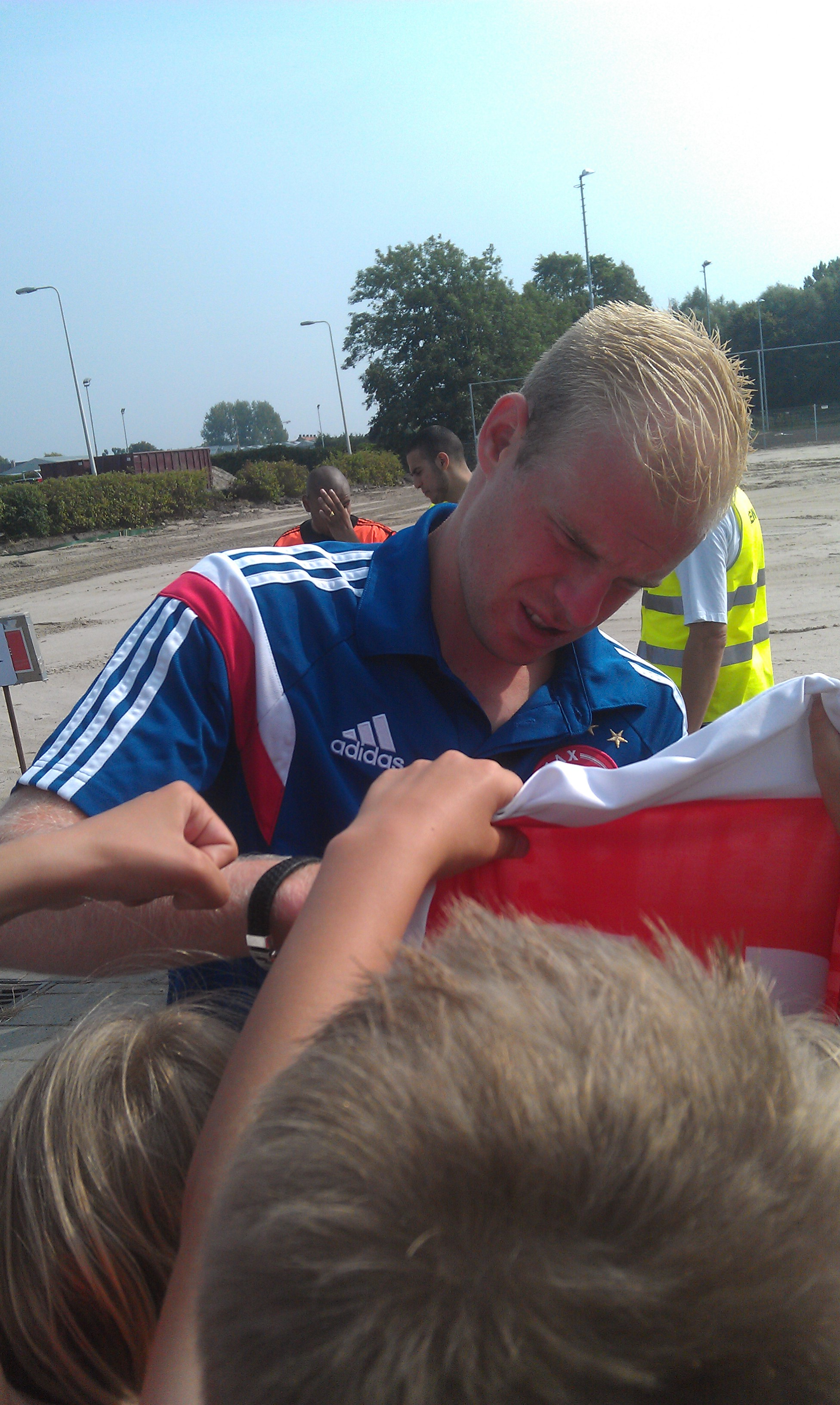
Davy Klaassen signant des autographes à Rijnsburg, en 2014.

Le 22 novembre 2011, Klaassen fait ses débuts professionnels avec l'Ajax Amsterdam au cours d'un match de groupe de Ligue des champions contre l'Olympique lyonnais (0-0) en remplaçant Lorenzo Ebecilio. En 2014, il remporte le prix du Talent néerlandais de l'année, dit prix Johan Cruyff, décerné par un jury au footballeur professionnel le plus talentueux aux Pays-Bas. En 2016, il remporte le Soulier d'or néerlandais, décerné au meilleur joueur du championnat des Pays-Bas de la saison passée.
Davy Klaassen fait partie de l'équipe qui joue la finale de la Ligue Europa 2016-2017 face à Manchester United FC (0-2), à la Friends Arena, en Suède, le 24 mai 2017.

#### Everton FC
Le 15 juin 2017, Klaassen s'engage pour cinq ans avec Everton, le transfert prenant effet le 1er juillet suivant.
Le 27 juillet 2017, il porte le maillot des Toffees pour la première fois lors du match comptant pour le troisième tour préliminaire de la Ligue Europa contre le club slovaque du MFK Ružomberok (victoire 1-0). Le milieu néerlandais joue 16 matchs toutes compétitions confondues lors de son unique saison sous le maillot d'Everton.

#### Werder Brême
Le 27 juillet 2018, Klaassen s'engage pour quatre saisons avec le Werder Brême. Il inscrit 16 buts en 81 matchs toutes compétitions confondues sous le maillot du club allemand.

#### Retour à l'Ajax Amsterdam
Le 5 octobre 2020, Klaassen fait son retour à l'Ajax Amsterdam en signant un contrat de quatre ans avec son club formateur.

#### Inter Milan
Le 1er septembre 2023, Klaassen a signé en tant qu'agent libre avec le club italien de l'Inter Milan pour un contrat de deux ans. Bien qu'encore sous contrat avec l'Ajax pour une année supplémentaire, le club néerlandais a décidé d'un commun accord de résilier le contrat, par respect pour sa carrière, afin de faciliter son transfert vers le club italien.

#### Deuxième retour à l'Ajax
Le 17 septembre 2024, Klaassen a rejoint l'Ajax avec un contrat d'un an.

### Parcours en sélection
Davy Klaassen fait ses débuts en sélection nationale sous l'égide de Louis van Gaal à l'occasion d'un match amical contre la France (0-2), lors duquel il remplace Wesley Sneijder.
Le 11 novembre 2022, il est sélectionné par Louis van Gaal pour participer à la Coupe du monde 2022. Durant la compétition, il est l'auteur du deuxième but des néerlandais face au Sénégal lors du premier match de poules.  

## Statistiques
| Saison                | Club                  | Championnat           | Championnat | Championnat | Championnat | Coupe nationale | Coupe nationale | Coupe nationale | Coupe de la Ligue | Coupe de la Ligue | Coupe de la Ligue | Supercoupe | Supercoupe | Supercoupe | Compétition(s) continentale(s) | Compétition(s) continentale(s) | Compétition(s) continentale(s) | Compétition(s) continentale(s) | Pays-Bas | Pays-Bas | Pays-Bas | Total | Total | Total |
| Saison                | Club                  | Division              | M.          | B.          | P.d.        | M.              | B.              | P.d.            | M.                | B.                | P.d.              | M.         | B.         | P.d.       | Comp.                          | M.                             | B.                             | P.d.                           | M.       | B.       | P.d.     | M.    | B.    | P.d.  |
| 2011-2012             | Ajax Amsterdam        | Eredivisie            | 4           | 1           | 0           | -               | -               | -               | -                 | -                 | -                 | -          | -          | -          | C1+C3                          | 2+1                            | 0                              | 0                              | -        | -        | -        | 7     | 1     | 0     |
| 2012-2013             | Ajax Amsterdam        | Eredivisie            | 2           | 0           | 0           | -               | -               | -               | -                 | -                 | -                 | 1          | 0          | 0          | -                              | -                              | -                              | -                              | -        | -        | -        | 3     | 0     | 0     |
| 2013-2014             | Ajax Amsterdam        | Eredivisie            | 26          | 10          | 3           | 5               | 0               | 1               | -                 | -                 | -                 | -          | -          | -          | C1+C3                          | 3+2                            | 0+1                            | 0                              | 1        | 0        | 0        | 37    | 11    | 4     |
| 2014-2015             | Ajax Amsterdam        | Eredivisie            | 30          | 6           | 9           | 3               | 0               | 1               | -                 | -                 | -                 | 1          | 0          | 0          | C1+C3                          | 6+4                            | 2+0                            | 1+0                            | 1        | 1        | 0        | 45    | 9     | 11    |
| 2015-2016             | Ajax Amsterdam        | Eredivisie            | 31          | 13          | 8           | -               | -               | -               | -                 | -                 | -                 | -          | -          | -          | C1+C3                          | 2+8                            | 2+0                            | 0+2                            | 3        | 0        | 0        | 44    | 15    | 10    |
| 2016-2017             | Ajax Amsterdam        | Eredivisie            | 33          | 14          | 9           | -               | -               | -               | -                 | -                 | -                 | -          | -          | -          | C1+C3                          | 4+13                           | 4+2                            | 0+1                            | 9        | 3        | 1        | 59    | 23    | 11    |
| Sous-total            | Sous-total            | Sous-total            | 126         | 44          | 29          | 8               | 0               | 2               | -                 | -                 | -                 | 2          | 0          | 0          | -                              | 45                             | 11                             | 4                              | 14       | 4        | 1        | 195   | 59    | 36    |
| 2017-2018             | Everton FC            | Premier League        | 7           | 0           | 0           | -               | -               | -               | 1                 | 0                 | 1                 | -          | -          | -          | C3                             | 8                              | 0                              | 1                              | 2        | 0        | 0        | 18    | 0     | 2     |
| 2018-2019             | Werder Brême          | Bundesliga            | 33          | 5           | 4           | 5               | 2               | 0               | -                 | -                 | -                 | -          | -          | -          | -                              | -                              | -                              | -                              | -        | -        | -        | 38    | 7     | 4     |
| 2019-2020             | Werder Brême          | Bundesliga            | 33+2        | 7+0         | 2           | 4               | 2               | 0               | -                 | -                 | -                 | -          | -          | -          | -                              | -                              | -                              | -                              | -        | -        | -        | 39    | 9     | 2     |
| 2020-2021             | Werder Brême          | Bundesliga            | 3           | 0           | 0           | 1               | 0               | 0               | -                 | -                 | -                 | -          | -          | -          | -                              | -                              | -                              | -                              | -        | -        | -        | 4     | 0     | 0     |
| Sous-total            | Sous-total            | Sous-total            | 71          | 12          | 6           | 10              | 4               | 0               | -                 | -                 | -                 | -          | -          | -          | -                              | -                              | -                              | -                              | -        | -        | -        | 81    | 16    | 6     |
| 2020-2021             | Ajax Amsterdam        | Eredivisie            | 29          | 12          | 3           | 5               | 1               | 1               | -                 | -                 | -                 | -          | -          | -          | C1+C3                          | 6+6                            | 0+3                            | 1                              | 4        | 1        | 0        | 50    | 17    | 5     |
| 2021-2022             | Ajax Amsterdam        | Eredivisie            | 31          | 9           | 0           | 5               | 1               | 3               | -                 | -                 | -                 | 1          | 0          | 0          | C1                             | 7                              | 1                              | 0                              | 10       | 4        | 1        | 54    | 15    | 4     |
| 2022-2023             | Ajax Amsterdam        | Eredivisie            | 33          | 8           | 3           | 5               | 1               | 0               | -                 | -                 | -                 | 1          | 0          | 0          | C1+C3                          | 5+2                            | 1+0                            | 0+0                            | 7        | 1        | 2        | 53    | 11    | 5     |
| 2023-2024             | Ajax Amsterdam        | Eredivisie            | 2           | 1           | 0           | -               | -               | -               | -                 | -                 | -                 | -          | -          | -          | C3                             | 2                              | 0                              | 0                              | -        | -        | -        | 4     | 1     | 0     |
| Sous-total            | Sous-total            | Sous-total            | 95          | 30          | 6           | 15              | 3               | 4               | -                 | -                 | -                 | 2          | 0          | 0          | -                              | 28                             | 5                              | 1                              | 21       | 6        | 4        | 161   | 44    | 15    |
| 2023-2024             | Inter Milan           | Serie A               | 13          | 0           | 0           | 1               | 0               | 0               | -                 | -                 | -                 | -          | -          | -          | C1                             | 4                              | 0                              | 0                              | -        | -        | -        | 18    | 0     | 0     |
| 2024-2025             | Ajax Amsterdam        | Eredivisie            | 31          | 8           | 2           | 1               | 0               | 0               | -                 | -                 | -                 | -          | -          | -          | C3                             | 3                              | 0                              | 0                              | -        | -        | -        | 35    | 8     | 2     |
| 2025-2026             | Ajax Amsterdam        | Eredivisie            | 2           | 0           | 0           | 0               | 0               | 0               | -                 | -                 | -                 | -          | -          | -          | C3                             | 0                              | 0                              | 0                              | -        | -        | -        | 2     | 0     | 0     |
| Sous-total            | Sous-total            | Sous-total            | 33          | 8           | 2           | 1               | 0               | 0               | -                 | -                 | -                 | 0          | 0          | 0          | -                              | 3                              | 0                              | 0                              | 0        | 0        | 0        | 37    | 8     | 2     |
| Total sur la carrière | Total sur la carrière | Total sur la carrière | 346         | 94          | 43          | 35              | 7               | 6               | 1                 | 0                 | 1                 | 4          | 0          | 0          | -                              | 88                             | 15                             | 7                              | 37       | 10       | 6        | 511   | 126   | 63    |

### Buts internationaux
| 0  | Date               | Lieu                                       | Adversaire    | Résultat | Compétition                  |
| -- | ------------------ | ------------------------------------------ | ------------- | -------- | ---------------------------- |
| 1  | 31 mars 2015       | Amsterdam Arena, Amsterdam, Pays-Bas       | Espagne       | 2-0      | Match amical                 |
| 2  | 7 octobre 2016     | De Kuip, Rotterdam, Pays-Bas               | Biélorussie   | 4-1      | Éliminatoires Coupe du monde |
| 3  | 9 novembre 2016    | Amsterdam Arena, Amsterdam, Pays-Bas       | Belgique      | 1-1      | Match amical                 |
| 4  | 4 juin 2017        | De Kuip, Rotterdam, Pays-Bas               | Côte d'Ivoire | 5-0      | Match amical                 |
| 5  | 24 mars 2021       | Stade Olympique Atatürk, Istanbul, Turquie | Turquie       | 2-4      | Éliminatoires Coupe du monde |
| 6  | 1er septembre 2021 | Ullevaal Stadion, Oslo, Norvège            | Norvège       | 1-1      | Éliminatoires Coupe du monde |
| 7  | 7 septembre 2021   | Johan Cruyff Arena, Amsterdam, Pays-Bas    | Turquie       | 6-1      | Éliminatoires Coupe du monde |
| 8  | 8 octobre 2021     | Stade Daugava, Riga, Lettonie              | Lettonie      | 1-0      | Éliminatoires Coupe du monde |
| 9  | 11 juin 2022       | Stade Feijenoord, Rotterdam, Pays-Bas      | Pologne       | 2-2      | Ligue des nations 2022-2023  |
| 10 | 21 novembre 2022   | Stade Al-Thumama, Doha, Qatar              | Sénégal       | 0-2      | Coupe du monde 2022          |

## Palmarès

### En club
- Ajax Amsterdam
  - Champion des Pays-Bas en 2012, 2013, 2014, 2021 et 2022.
  - Vice-champion des Pays-Bas en 2015, 2016 et 2017.
  - Vainqueur de la Coupe des Pays-Bas en 2021.
  - Finaliste de la Ligue Europa en 2017.
- Inter Milan
  - Champion d'Italie en 2024
  - Vainqueur de la Supercoupe d'Italie en 2023.

### Distinctions personnelles
- Meilleur joueur du championnat des Pays-Bas en 2016.
- Meilleur talent du championnat des Pays-Bas en 2014.